# Zborul 17 al Malaysia Airlines
Zborul 17 al Malaysia Airlines (MH17/MAS17) de la Amsterdam (Olanda) la Kuala Lumpur (Malaezia) s-a prăbușit în 17 iulie 2014 în apropiere de Hrabove, regiunea Donețk, Ucraina, la aproximativ 40 de kilometri de frontiera Ucrainei cu Rusia. Avionul, un Boeing 777-200ER, transporta 283 de pasageri și 15 membri ai echipajului. A fost al doilea incident al Malaysia Airlines în ultimele cinci luni, în urma dispariției zborului 370 de la începutul lunii martie 2014. Conform rapoartelor inițiale, guvernul ucrainean a sugerat că avionul a fost doborât la o altitudine de 10.000 de metri de către tiruri ale unui sistem de rachete antiaeriene "Buk" lansate de teroriști ai așa numitei "Republici Populare Donețk". 
Cu 283 de pasageri și 15 membri ai echipajului la bord, acesta este cel mai mare incident al Malaysia Airlines până în prezent. Dezastrul depășește Zborul 370, în care a fost implicat tot un Boeing 777-200ER, cu 227 de pasageri și 12 membri ai echipajului. Potrivit ultimelor informații, la bordul avionului se aflau 85 de copii, dintre care 3 nou-născuți. 
Mai multe companii aeriene au declarat că vor evita ruta aeronavei doborâte. Lufthansa, Virgin Atlantic, KLM, British Airways, Aeroflot (Rusia), Air France și alții au declarat că nu își vor mai trimite avioanele prin spațiul aerian din estul Ucrainei. Din această cauză, traficul aerian de deasupra României a crescut cu 10-15%.
Australia a anunțat în 14 martie 2022 că a lansat o procedură legală comună împotriva Rusiei pe lângă Organizația Internațională a Aviației Civile.

## Cauze

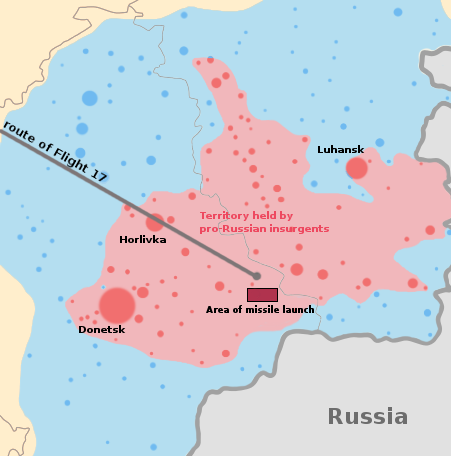
Zona în care a fost doborât avionul cu cursa MH17 se afla în 17 iulie 2014 sub controlul separatiștilor proruși (cu roșu „Republica Populară Donețk”; cu albastru este marcată regiunea controlată de trupele ucrianene)

Versiunea principală vehiculată în mass-media este că avionul ar fi explodat în urma impactului cu o rachetă tip sol-aer lansată din zona conflictului armat din estul Ucrainei. Guvernul Ucrainei, administrația "Republicii Populare Donețk" și guvernul Rusiei au negat implicarea sa în doborârea avionului.

### Implicarea separatiștilor

Ruta Zborului 17 al Malaysia Airlines

Expertul militar ucrainean Dmitri Tîmciuk a declarat că forțele armate ucrainene nu dețin sisteme antiaeriene în regiune, dat fiind faptul că teroriștii nu dispun de vreun tip de aviație.
Jurnaliștii de la Associated Press susțin că au văzut un lansator de rachete similar cu sistemul „Buk” în apropierea orașului ucrainean din estul țării Snijne.
Liderii separatiști din autoproclamata „Republică Populară Donețk” („RPD”) s-au lăudat că au doborât joi (17 iulie) două avioane „ucrainene” în estul Ucrainei, informează Kyiv Post. Rebelii proruși din regiunea Donețk susțin că au doborât două avioane, prezentate ca fiind „aeronave ale Forțelor Aeriene ucrainene”, potrivit lui Igor Druz, consilier al „ministrului Apărării” din autoproclamata „RPD” .
Milițiile separatiste și pompierii sosiți la locul prăbușirii avionului de pasageri, în estul Ucrainei, au recuperat cutiile negre ale aeronavei. Autoritățile ucrainene nu au acces în zona dezastrului aviatic, regiunea fiind sub controlul separatiștilor proruși.
În 18 iulie, Serviciul Ucrainean de Securitate (SBU) a dat publicității o nouă înregistrare audio în care separatiști proruși ar vorbi despre complexul de rachete "BUK" pe care-l au în dotare. Înregistrările audio, potrivit imaginilor video, datează cu 14 și 17 iulie. În ele un separatist prorus întreabă un ofițer rus unde să transporte complexul de rachete.
Un reprezentant al Ministrul rus al Apărării a declarat că nicio rachetă "Buk" sau alte echipamente militare ale forțelor armate ruse nu au trecut frontiera ruso-ucraineană.
Separatiștii au afirmat, de asemenea, că armele lor "nu bat mai sus de 4.000 de metri" și că nu dispun de (rachete) "Buk" "absolut niciuna".
Potrivit New York Times, Rusia a închis patru curse aeriene în apropierea hotarului cu Ucraina, inclusiv cursa care trebuia să urmeze traseul de zbor nr. 17.
Filmul documentar „Putin, omul care instigă la război”, realizat de Boris Nemțov și Leonid Martâniuk, ar aduce argumente care ar demonstra implicarea Rusiei în prăbușirea Boeingului din Ucraina.

### Alte versiuni
Igor Ghirkin (cunoscut și ca "Strelkov"), unul dintre comandanții forțelor separatiste din Donețk, a exprimat bănuiala că dezastrul a fost aranjat de conducerea Ucrainei și mulți pasageri ar fi deja morți în momentul impactului: „Conform datelor de la persoane care se ocupau cu adunarea cadavrelor, o parte considerabilă din numărul de cadavre erau „neproaspete” -- oamenii au murit cu câteva zile în urmă. ... În avion a fost depistată o cantitate mare de medicamente, ser de sânge și altele, ceea ce nu este tipic pentru o rută obișnuită. Se pare că s-a transportat o încărcătură medicală specială. ... Conducătorii ucraineni sunt capabili de orice josnicie.”

## Victime

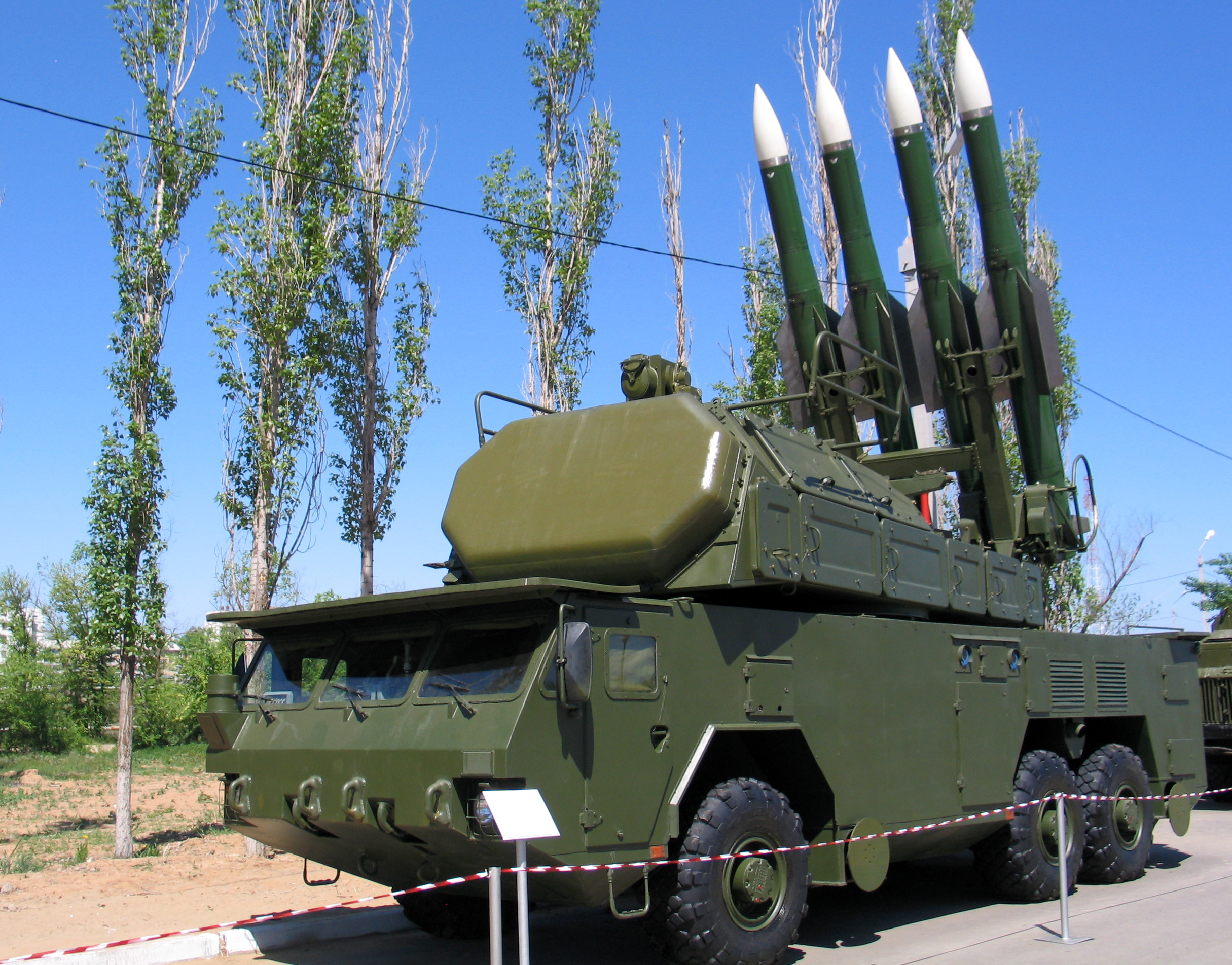
Sistemul rusesc BUK- M2

Printre victime se numără și o grupă de 6 specialiști în virologie și boli transmisibile, printre care și ilustrul specialist în SIDA prof. dr. Joep Lange, aflați în drum spre Melbourne, pentru a participa la „Al XX-lea Congres Internațional despre SIDA”.
Printre cei 298 de pasageri care și-au pierdut viața în avionul doborât la granița ruso-ucraineană a fost și Andrei Anghel, cu dublă cetățenie (română și canadiană). Avea 24 de ani și era student al Universității de Medicină din Cluj. Călătorea în vacanță împreună cu iubita lui de naționalitate germană, studentă și ea la Cluj.
| Pasagerii la bord după naționalitate | Pasagerii la bord după naționalitate                                      |
| Naționalitate                        | Număr                                                                     |
| ------------------------------------ | ------------------------------------------------------------------------- |
| Olanda                               | 192 (inclusiv o persoană · cu dublă cetățenie Olanda/ SUA)                |
| Malaezia                             | 44 (inclusiv 15 membri ai echipajului)                                    |
| Australia                            | 27                                                                        |
| Indonezia                            | 12                                                                        |
| Regatul Unit                         | 10 (inclusiv o persoană · cu dublă cetățenie Regatul Unit/ Africa de Sud) |
| Belgia                               | 4                                                                         |
| Germania                             | 4                                                                         |
| Filipine                             | 3                                                                         |
| Noua Zeelandă                        | 1                                                                         |
| România/ Canada                      | 1                                                                         |
| Total                                | 298                                                                       |

## Reacții
- Președintele Ucrainei, Petro Poroșenko, a declarat „Nu este un incident tragic, nu este o catastrofă, ci un act de terorism”[22].
- Minstrul Afacerilor Externe al Malaeziei, Hamza Zainuddin, a confirmat că va colabora cu guvernul Ucrainei și al Rusiei în legătură cu accidentul.
- Prim-ministrul Olandei, Mark Rutte, a confirmat: Sunt foarte șocat de știrea dramatică în legătură cu prăbușirea Zborului MH17 al Malaysia Airlines de la Amsterdam către Kuala Lumpur peste teritoriul ucrainean. Acesta și-a întrerupt vacanța ca să investigeze dezastrul.
- Prim-ministrul Australiei, Tony Abbot, a spus că, dacă incidentul ar fi fost un atentat, era o crimă, iar cei care l-au provocat erau duși justiției. Ministerul Afacerilor Externe din Australia a confirmat că accidentul a fost o mare tragedie și trimite condoleanțe familiilor celor decedați în accident.
- Președintele SUA, Barack Obama, a spus: Statele Unite vor oferi orice ajutor care să determine ce s-a întâmplat și de ce.. În plus a declarat următoarele: „Nu este întâmplător că rebelii au armament cu care pot doborî un astfel de avion. Rusia trebuie să oprească traficul de arme”.[23] Vicepreședintele Joe Biden a spus că avionul a explodat în timp ce zbura. În 25 iulie 2014, Casa Albă a estimat că președintele rus Vladimir Putin este "vinovat" de distrugerea avionului.[24]
- Prim-ministrul Marii Britanii, David Cameron, a spus că a fost șocat și întristat despre dezastrul din Ucraina.
- Președintele Rusiei, Vladimir Putin, a trimis condoleanțe familiilor celor decedați în accident și a afirmat[25][26] că „statul pe teritoriul căruia s-a petrecut acest lucru poartă responsabilitatea acestei teribile tragedii”.
- Președintele României, Traian Băsescu, a declarat că „Rusia este partenerul teroriștilor din Ucraina”.[27][28][29]

## Diverse
- La 13 iulie 2014 (cu 4 zile înainte de prăbușirea avionului), Rusia a acuzat că un obuz ucrainean a căzut pe o casă din orașul rusesc Donețk din regiunea Rostov și a amenințat că va organiza atacuri aeriene asupra Ucrainei.[30][31]
- Într-o înregistrare video[32] care datează din 20 iunie 2014, Vladimir Jirinovski, liderul Partidului Liberal-Democrat din Rusia, face previziuni cu privire la evoluția conflictului dintre armata ucraineană și separatiștii pro-ruși.

„Vor începe luptele în Crimeea, ei vor prăbuși vreun oarecare avion de pasageri și toți vor înceta să mai zboare cu avionul...“.

## Legături externe
- Malaysia Airlines MH17 zbura pe culoarul aerian L980, unul dintre cele mai aglomerate "drumuri" spre Asia Adevărul.ro
- AVION DOBORÂT în Ucraina. INTERCEPTĂRI între OFIȚERI RUȘI și SEPARATIȘTII proruși Sunt oamenii (noștri) din Cernuhin care au doborât avionul. De la postul din Cernuhin. Cazacii care stau în Cernuhino, Realitatea TV, 18 iunie 2014

  Materiale media legate de Zborul 17 al Malaysia Airlines la Wikimedia Commons